# الجمعية الأمريكية لعلم الخمور وزراعة الكروم
الجمعية الأمريكية لعلم الخمور وزراعة الكروم، تأسست عام 1950، هي منظمة علمية غير ربحية ، تُعنى بصناعة إنتاج النبيذ، ويقع مقرها الرئيسي في دافيس، كاليفورنيا.
تضم الجمعية 2,400 عضوًا من المتخصصين العاملين في مصانع النبيذ، والكروم، والمؤسسات الأكاديمية، والمنظمات ذات الصلة. كما أن لديها 120 شريكًا صناعيًا من الشركات.

## الغاية
تكرّس الجمعية جهودها لدعم مصالح علماء الخمور، وخبراء زراعة الكروم، وغيرهم من العاملين في مجالات أبحاث وإنتاج العنب والنبيذ حول العالم.
وتقوم بنشر “المجلة الأمريكية لعلم الخمور وزراعة الكروم”